# NEC PC 88VA
NEC PC 88VA (PC 88VA) је професионални рачунар, производ фирме NEC који је почео да се израђује у Јапану током 1987. године.
Користио је PD9002 (Nec V30 компатибилан) као централни микропроцесор а RAM меморија рачунара PC 88VA је имала капацитет од 512 KB. 
Као оперативни систем кориштен је MS DOS.

## Детаљни подаци
Детаљнији подаци о рачунару PC 88VA су дати у табели испод.
|                       |                                                                                |
| [ 1 ]                 |                                                                                |
| Произвођач            |                                                                                |
| Тип                   | професионални рачунар                                                          |
| Меморија              | 512 KB                                                                         |
| Поријекло             | Јапан                                                                          |
| Година                | 1987                                                                           |
| Тастатура             | тастатура са пуним помаком тастера са нумеричком тастатуром и тастерима смјера |
| Процесор              |                                                                                |
| Фреквенција процесора | 8                                                                              |
| RAM                   | 512 KB                                                                         |
| ROM                   | 480 (+288 рјечник)                                                             |
| Текст                 | 80 стубова x 25 линија                                                         |
| Графика               | 640 x 200, 640 x 400, 320 x 200, 320 x 400                                     |
| Боја                  | 256 до 65535                                                                   |
| Звук                  | 3 FM канала + SSG                                                              |
| Димензије             | непознато                                                                      |
| Портови               |                                                                                |
| Оперативни систем     |                                                                                |